# Медведка (приток Савруши)
Медведка — река в России, протекает на границе Оренбургской и Самарской областей. Устье реки находится в 25 км по правому берегу реки Савруша. Длина реки составляет 20 км. Площадь водосборного бассейна — 54,2 км².

## Данные водного реестра
По данным государственного водного реестра России, относится к Нижневолжскому бассейновому округу, водохозяйственный участок реки — Большой Кинель от истока и до устья, без реки Кутулук от истока до Кутулукского гидроузла. Речной бассейн реки — Волга от верхнего Куйбышевского водохранилища до впадения в Каспий.
Код объекта в государственном водном реестре — 11010000812112100008067.